# West-Thürings voetbalkampioenschap 1911/12
In 1911/12 werd het tweede voetbalkampioenschap van West-Thüringen gespeeld, dat georganiseerd werd door de Midden-Duitse voetbalbond. 
FC Preußen Suhl werd kampioen en plaatste zich zo voor de Midden-Duitse eindronde. De club trad aan tegen 1. FC 04 Sonneberg. De wedstrijd werd in de eerste ronde stopgezet bij een 0-2 stand voor Suhl wegens slechte weersomstandigheden. Door tijdsgebrek gingen beide clubs naar de kwartfinale, waar de wedstrijd herspeeld werd. Nu won Sonneberg met 2-1 en plaatste zich voor de halve finale. 
SpV Meiningen was afgesplitst van SC 04 Meiningen, maar sloot zich na dit seizoen ook weer bij die club aan. 

## 1. Klasse
| Plaats | Club                   | Wed. | W | G | V | Saldo | Ptn.  |
| ------ | ---------------------- | ---- | - | - | - | ----- | ----- |
| 1.     | FC Preußen Suhl        | 7    | 5 | 0 | 2 | 28:10 | 10:04 |
| 2.     | BC 1906 Hildburghausen | 9    | 5 | 0 | 4 | 10:05 | 10:08 |
| 3.     | VfB 1909 Meiningen     | 7    | 4 | 0 | 3 | 11:14 | 08:06 |
| 4.     | FC Germania Mehlis     | 8    | 4 | 0 | 4 | 17:25 | 08:08 |
| 5.     | SC 1904 Schmalkalden   | 8    | 3 | 1 | 4 | 21:11 | 07:09 |
| 6.     | FC Zella 1905          | 6    | 2 | 1 | 3 | 13:16 | 05:07 |
| 7.     | SpV Meiningen          | 6    | 2 | 0 | 4 | 11:21 | 04:08 |
| 8.     | SC Schleusingen        | 7    | 2 | 0 | 5 | 15:24 | 04:10 |

- De wedstrijd Preußen Suhl-BC Hildburghausen werd als nederlaag voor beide teams geteld.

|  | Kampioen, geplaatst voor Midden-Duitse eindronde |